# (16166) Jonlii
(16166) Jonlii est un astéroïde de la ceinture principale.

## Description
(16166) Jonlii est un astéroïde de la ceinture principale. Il fut découvert le 5 janvier 2000 à Socorro (Nouveau-Mexique) par le projet LINEAR. Il présente une orbite caractérisée par un demi-grand axe de 2,63 UA, une excentricité de 0,16 et une inclinaison de 5,9° par rapport à l'écliptique.

## Compléments